# Moški svetovni rekord v teku na 400 m z ovirami
Moški svetovni rekord v teku na 400 m z ovirami. Prvi uradno priznani rekord je leta 1908 postavil Charles Bacon s časom 55,0 s, aktualni rekord pa je 3. avgusta 2021 postavil Karsten Warholm s časom 45,94 s. Mednarodna atletska zveza uradno priznava 23 rekordov, vključeni so tudi časi na 440 jardov (402,34 m).

## Rekordi 1908-1976
y - tek na 440 jardov.
| Čas (s) | Avtom. | Atlet                   | Prizorišče         | Datum            |
| ------- | ------ | ----------------------- | ------------------ | ---------------- |
| 55,0    |        | Charles Bacon (USA)     | 22. julij 1908     | London           |
| 54,0    |        | Frank Loomis (USA)      | 16. avgust 1920    | Antwerp          |
| 53,8    |        | Sten Pettersson (SWE)   | 4. oktober 1925    | Pariz            |
| 52,6y   |        | John Gibson (USA)       | 2. julij 1927      | Lincoln          |
| 52,0    |        | Morgan Taylor (USA)     | 4. julij 1928      | Philadelphia     |
| 51,9    | 51,85  | Glenn Hardin (USA)      | 1. avgust 1932     | Los Angeles      |
| 51,8    |        | Glenn Hardin (USA)      | 30. junij 1934     | Milwaukee        |
| 50,6    |        | Glenn Hardin (USA)      | 26. julij 1934     | Stockholm        |
| 50,4    |        | Jurij Litujev (USSR)    | 20. september 1953 | Budimpešta       |
| 49,5    |        | Glenn Davis (USA)       | 29. junij 1956     | Los Angeles      |
| 49,2    |        | Glenn Davis (USA)       | 6. avgust 1958     | Budimpešta       |
| 49,2    |        | Salvatore Morale (ITA)  | 14. september 1962 | Beograd          |
| 49,1    |        | Rex Cawley (USA)        | 13. september 1964 | Los Angeles      |
| 48,8    | 48,94  | Geoff Vanderstock (USA) | 11. september 1968 | Echo Summit      |
| 48,1    | 48,12  | David Hemery (GBR)      | 15. oktober 1968   | Ciudad de México |

## Rekordi od 1972
Od leta 1975 je IAAF potrjevala posebej ločene čase z elektronskim merjenjem za razdalje do 400 m. Od 1. januarja 1977 je za te discipline IAAF zahtevala popolnoma avtomatsko merjenje časa do stotinke sekunde natančno.
| Čas (s) | Atlet                 | Prizorišče        | Datum       |
| ------- | --------------------- | ----------------- | ----------- |
| 47,82   | John Akii-Bua (UGA)   | 2. september 1972 | München     |
| 47,64   | Edwin Moses (USA)     | 25. julij 1976    | Montreal    |
| 47,45   | Edwin Moses (USA)     | 11. junij 1977    | Los Angeles |
| 47,13   | Edwin Moses (USA)     | 3. julij 1980     | Milano      |
| 47,02   | Edwin Moses (USA)     | 31. avgust 1983   | Koblenz     |
| 46,78   | Kevin Young (USA)     | 6. avgust 1992    | Barcelona   |
| 46,70   | Karsten Warholm (NOR) | 1. julij 2021     | Oslo        |
| 45,94   | Karsten Warholm (NOR) | 3. avgust 2021    | Tokio       |